# Kulmbacher Mönchshof

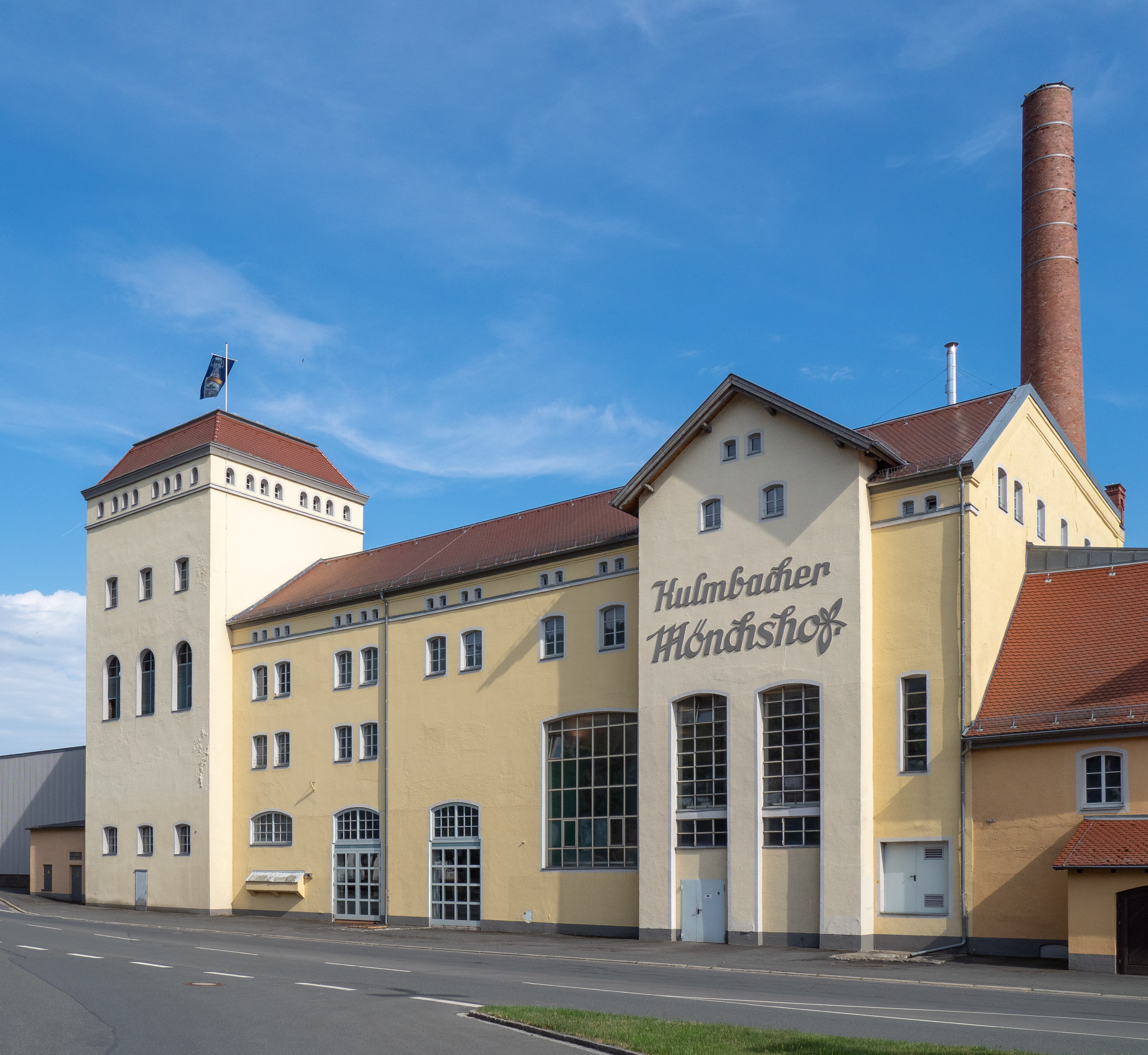

Der Kulmbacher Mönchshof befindet sich im Stadtteil Blaich in Kulmbach. An der Stelle, an der früher das Mönchshof Bier gebraut wurde, sind heute das Bayerische Brauereimuseum, das Bayerische Bäckereimuseum und das Deutsche Gewürzmuseum beheimatet. Auf dem Gelände befinden sich zudem ein Museumspädagogisches Zentrum, die Gaststätte „Mönchshof Bräuhaus“ und das Kern-Kompetenzzentrum für Ernährung sowie ein großer Biergarten.

## Geschichte
Um 1349 wurde in Kulmbach ein Kloster der Augustinereremiten samt zugehöriger Brauerei errichtet. Bereits seit 1277 existierte in Kulmbach der sog. „Münchshof“ als Außenstelle des Zisterzienserklosters Langheim, welches später in der Blaich, vermutlich aus dem Besitz des nach der Reformation eingegangenen Augustinerklosters, ein landwirtschaftliches Vorwerk erwarb, um die Versorgung der dort tätigen Mönche durch Ackerbau, Fisch- und Viehzucht gewährleisten zu können. Auch für den Mönchshof ist mindestens seit dem 17. Jahrhundert eine Brautätigkeit nachgewiesen.
Im Zuge der Säkularisation im Jahr 1803 wurden sowohl das Kloster, als auch die Kulmbacher Außenstelle durch den preußischen Staat verweltlicht. Dadurch wurde der Besitz fortan durch ein markgräfliches Klosteramt verwaltet. Es folgte die Privatisierung des Mönchshof-Geländes, sodass dieses zunächst in den Besitz des Brauers und Weißgerbers Kripner überging. Nach dessen Tod im Jahr 1846 erwarb der Mälzer Ender das Anwesen im Wege der Zwangsversteigerung. Dessen Schwiegersohn Simon Hering errichtete dort später eine Brauerei. 
Die Brauerei entwickelte sich über Jahre hinweg zu einer bekannten Exportbrauerei und wurde 1885 eine Aktiengesellschaft. 1892 bekam die Mönchshof-Bräu einen eigenen Gleisanschluss für die Abwicklung von Verladungen und Zollformalitäten. Ca. 10 Jahre später eröffnete auch ein Biergarten, der heute noch existiert. 
Da die Mönchshof Brauerei sich 1984 mit der damaligen Reichelbräu AG zusammenschloss wurde einige Jahre später auch die gesamte Produktion dorthin verlagert. 
1998 kamen die ersten Mönchshofbiere in der Bügelverschlussflasche auf den Markt.
Auf dem Gelände erfolgten ein Um- und Ausbau des damaligen „Klosterkellers“ zur heutigen Brauerei-Gaststätte, dem „Mönchshof Bräuhaus“ und die Eröffnungen des Bayerischen Brauereimuseums mit der „Gläsernen Museumsbrauerei“ im Jahr 1994. 2008 kam das Bayerische Bäckereimuseum hinzu, 2015 wird das kulturhistorische Schaufenster im Lebensmittelstandort Kulmbach durch die Eröffnung des Deutschen Gewürzmuseums komplett. 
2012 wurde zudem eines der ersten Museumspädagogischen Zentren, das MUPÄZ, eingerichtet.